# Huitième gouvernement de Nouvelle-Calédonie
Nouvelle-Calédonie
Gouvernement Martin II Gouvernement Martin III
Le huitième gouvernement de la Nouvelle-Calédonie formé depuis l'Accord de Nouméa, dit aussi gouvernement Gomès, a été élu le 5 juin 2009 par le Congrès issu du scrutin provincial du 10 mai 2009. Le 28 mai, le Congrès a fixé son nombre de membres à 11, soit le maximum prévu par la loi.
Le jour même de sa désignation, le 5 juin 2009, Philippe Gomès est porté à l'unanimité de ses membres à la présidence. Il faut toutefois attendre le 15 juin pour que les indépendantistes réussissent à se mettre d'accord pour l'accession de l'un des leurs à la vice-présidence, et Pierre Ngaiohni remplace alors Déwé Gorodey qui occupait ce poste depuis 2001. Le gouvernement est forcé de démissionner le 17 février 2011 à la suite de la démission de tous les membres de la liste FLNKS avancée en 2009. Il continue toutefois à gérer les affaires courantes jusqu'à l'élection du nouvel exécutif le 3 mars 2011.

## Gouvernement précédent
Deuxième gouvernement Martin.

## Gouvernement suivant
Troisième gouvernement Martin

## Candidatures et élection[2]

### Listes
Les candidats indiqués en gras sont ceux membres du Congrès, élus en 2009.

### Résultats
|                  | Liste                                                        | Votes | %    | Sièges au Gouvernement | Détail du vote                                                                            |
| ---------------- | ------------------------------------------------------------ | ----- | ---- | ---------------------- | ----------------------------------------------------------------------------------------- |
|                  | Rassemblement-UMP - Calédonie ensemble - Avenir ensemble-LMD | 29    | 58   | 7                      | 13 Rassemblement-UMP, 10 Calédonie ensemble, 5 Avenir ensemble, 1 LMD                     |
|                  | FLNKS                                                        | 13    | 26   | 3                      | Les 11 du groupe FLNKS (9 UC, 1 Palika, 1 RDO), 1 LKS (Nidoïsh Naisseline), 1 RPC (sur 2) |
|                  | UNI                                                          | 8     | 16   | 1                      | Les 8 du groupe UNI (7 Palika, 1 UC Renouveau)                                            |
| Total            | Total                                                        | 50    | 100  | 11                     | -                                                                                         |
| Bulletins blancs | Bulletins blancs                                             | 3     | 5,56 | -                      | Les 3 du Parti travailliste                                                               |
| Bulletin nul     | Bulletin nul                                                 | 1     | 1,85 | -                      | 1 des 2 du RPC                                                                            |

## Présidence et vice-présidence
- Président : Philippe Gomès
- Vice-président : Pierre Ngaiohni

## Composition

### Issus de la liste d'union anti-indépendantiste

#### Membres deCalédonie ensemble
| Personnalité     | Secteurs de compétence | Autres fonctions                                                                   | Profession                                                              | Commune - Province   |
| ---------------- | --- | ---------------------------------------------------------------------------------- | ----------------------------------------------------------------------- | -------------------- |
| Philippe Gomès   | Président Mines - Énergie - Transport aérien international Questions relatives aux Transferts de compétences et à la Recherche                                                    | Ancien Maire de La Foa (1989-2008) Ancien président de la Province Sud (2004-2009) | Fonctionnaire territorial                                               | La Foa, Province Sud |
| Philippe Germain | Économie - Industrie - Travail - Commerce extérieur Suivi des Questions monétaires et de crédit - Dialogue social Relations avec le Conseil économique et social                  |                                                                                    | Chef d'entreprise                                                       | Farino, Province Sud |
| Philippe Dunoyer | Santé - Famille - Solidarité - Handicap Suivi de la construction du Médipôle de Koutio - Questions relatives au Logement Relations avec le Congrès - Porte-parole du gouvernement |                                                                                    | Fonctionnaire territorial Ancien directeur de cabinet de Philippe Gomès | Nouméa, Province Sud |

#### Membres duRassemblement-UMP
| Personnalité        | Secteurs de compétence | Autres fonctions                 | Profession                                                     | Commune - Province      |
| ------------------- | --- | -------------------------------- | -------------------------------------------------------------- | ----------------------- |
| Bernard Deladrière  | Budget - Fiscalité - Économie numérique Questions relatives à la Communication audiovisuelle                                                                                  | 9e adjoint au maire du Mont-Dore | Diplomate, magistrat Fonctionnaire territorial                 | Mont-Dore, Province Sud |
| Jean-Claude Briault | Jeunesse - Sports Préparation des Jeux du Pacifique de 2011 Politique de la Ville - Relations avec les Communes Questions relatives à la Sécurité civile et à la Francophonie | 6e adjoint au maire de Nouméa    | Fonctionnaire, journaliste                                     | Nouméa, Province Sud    |
| Sonia Backes        | Enseignement Questions relatives à l'Enseignement supérieur |                                  | Informaticienne Fonctionnaire territorial Dirigeante syndicale | Nouméa, Province Sud    |

#### Membre duLMD
| Personnalité     | Secteurs de compétence | Autres fonctions | Profession  | Commune - Province                       |
| ---------------- | --- | ---------------- | ----------- | ---------------------------------------- |
| Simon Loueckhote | Fonction publique - Qualité du Service public - Simplifications administratives Schéma d'Aménagement et de Développement de Nouvelle-Calédonie | Sénateur         | Instituteur | Ouvéa, Îles Loyauté Nouméa, Province Sud |

### Membres duFLNKS(Union calédonienne)
| Personnalité             | Secteurs de compétence | Autres fonctions | Profession                                                                  | Commune - Province                              |
| ------------------------ | --- | ---------------- | --------------------------------------------------------------------------- | ----------------------------------------------- |
| Jean-Louis d'Anglebermes | Écologie - Développement durable Agriculture - Élevage - Pêche                                                                        |                  | Professeur de sciences physiques Agriculteur                                | Mont-Dore et Païta, Province Sud                |
| Pierre Ngaiohni          | Vice-président Affaires coutumières - Formation professionnelle Relations avec le Sénat et les Aires coutumières Questions de société |                  | Professeur d'histoire-géographie Directeur d'établissement privé protestant | Maré, Îles Loyauté                              |
| Yann Devillers           | Infrastructures publiques - Transports aériens domestiques, terrestres et maritimes Questions relatives à la Sécurité routière        |                  | Militaire, Chef d'entreprise Fonctionnaire territorial Dirigeant syndical   | Nouméa, Province Sud Ponérihouen, Province Nord |

### Membre de l'UNI(FLNKS-Palika)
| Personnalité | Secteurs de compétence                     | Autres fonctions | Profession                                      | Commune - Province         |
| ------------ | ------------------------------------------ | ---------------- | ----------------------------------------------- | -------------------------- |
| Déwé Gorodey | Culture - Condition féminine - Citoyenneté |                  | Enseignante, conteuse en langues kanak Écrivain | Ponérihouen, Province Nord |